# Vita (Sizilien)
Vita ist eine Gemeinde im Freien Gemeindekonsortium Trapani in der Region Sizilien in Italien mit 1768 Einwohnern (Stand 31. Dezember 2023).

## Lage und Daten
Vita liegt 38 km südöstlich von Trapani in einer Höhe von 480 m s.l.m.. Die Einwohner leben auf einer Fläche von 8 km². Die Einwohner von Vita, die Vitesi, leben hauptsächlich von der Landwirtschaft.
Die Nachbargemeinden sind Calatafimi Segesta und Salemi.

## Geschichte
Die Gemeinde wurde im Jahre 1604 gegründet. Hier existiert seit dem Mittelalter ein kleiner Weiler. Beim Erdbeben 1968 wurde das Dorf zum Teil zerstört. Es wurde weiter unten im Tal wieder aufgebaut.